# Tatra T1
Le Tatra T1 (originellement TI) est un tramway tchécoslovaque. Développé au début des années 1950, il est en service jusque dans les années 1980 dans plusieurs pays d'Europe centrale et orientale de l'ancien bloc de l'Est.

## Présentation
Le Tatra T1 est un tramway électrique dérivé du modèle américain PCC. Ce dernier est un tramway à la fois attractif — véhicule au design épuré, confortable, silencieux — et moderne — accélération et freinage francs, utilisation par un conducteur assis, commandes à pédales, etc. — , développé au cours des années 1930 pour mieux répondre aux besoins des chemins de fer urbains et résister au développement de l'automobile. Le Tatra T1 s'inscrit — et c'est une première pour un tramway tchécoslovaque — dans cette perspective technique et commerciale. Il s'agit ainsi d'un tramway composé d'une voiture unidirectionnelle à quatre essieux (deux bogies de deux essieux) et équipé d'un plancher sur un niveau, au confort amélioré et aux configurations techniques modernisées. 

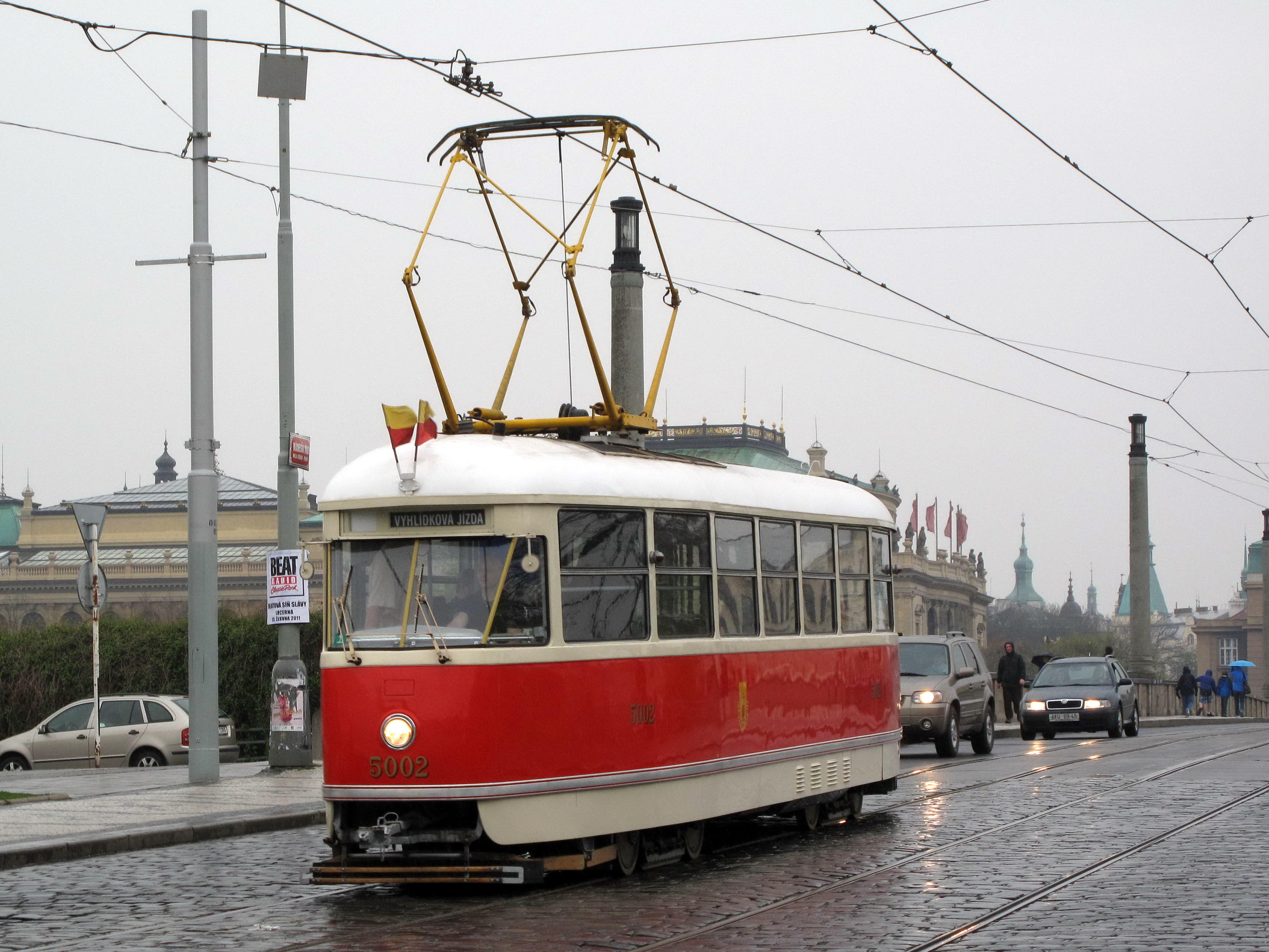
Voiture n^{o} 5002 à Prague.

Il est équipé de trois portes à commande électrique : l'embarquement se faisait à l'origine par la seule porte avant avec contrôle des billets par un contrôleur installé à proximité (dans le cadre d'un « service à deux agents ») et la sortie par les portes centrale ou arrière. Les voyageurs étaient encouragés à avancer par ces mots : Postupte dále do vozu (Avancez plus loin dans la voiture). Depuis les années 1970, le T1 est exploité par un service à un seul agent (conducteur-receveur), à l'instar des autres tramways de cette époque.
Le T1 est équipé de 26 sièges, des banquettes de similicuir disposées dans le sens de la longueur sous les fenêtres ; seules les voitures utilisées à Ostrava étaient équipées de sièges disposés en position transversale.  
Le tramway est alimenté sous une tension de 600 volts continu, courant capté par caténaire via un pantographe. À l'origine cependant et jusqu'aux années 1960, le T1 était équipé d'une perche reliée à une caténaire à l'instar d'un trolleybus. La polarité étant positive au niveau de la ligne aérienne de contact et négative dans les rails, mais celle-ci a pu être inversée selon les réseaux (Brno, Ostrava, Košice).     
La face avant ne compte qu'un seul phare (deux phares seront montés en usine sur le T3) tout en étant un peu plus étroit que les modèles ultérieurs, ce qui lui a valu probablement le surnom de fer à repasser (žehlička en tchèque).   

## Prototypes
Après plusieurs années de travail, deux prototypes (no  5001 et 5002) du tramway T1 sont réalisés en 1951. Le premier est testé au sein du réseau à Prague le 22 novembre 1951 tandis que le deuxième deviendra un an plus tard la première voiture mise en service régulier.  
La voiture no 5001, retirée du service en 1976 et entièrement reconstruite, appartient aux collections du Musée des transports publics de Prague. La voiture no 5002 n'a été retirée du service à Prague qu'avec les dernières voitures de ce type, soit le 25 janvier 1983, avant son transfert deux ans plus tard au dépôt de Střešovice accueillant les collections du musée ; sa rénovation complète n'a été effective qu'en 2005.

## Production
Un total de 287 voitures ont été construites entre 1951 et 1958. 
| Pays actuel | Ville             | Années de livraison | Nombre | Numéros de parc à la livraison |
| ----------- | ----------------- | ------------------- | ------ | ------------------------------ |
| Tchéquie    | Prague            | 1951 - 1956         | 133    | 5001 - 5133                    |
| Tchéquie    | Ostrava           | 1955 - 1957         | 44     | 501 - 554                      |
| Tchéquie    | Plzeň             | 1955 - 1957         | 33     | 101 - 133                      |
| Tchéquie    | Most - Litvínov   | 1957 - 1958         | 34     | 201 - 234                      |
| Tchéquie    | Olomouc           | 1957 - 1958         | 10     | 101 - 110                      |
| Pologne     | Varsovie          | 1955                | 2      | 501 - 502                      |
| Slovaquie   | Košice            | 1956 - 1958         | 11     | 201 - 211                      |
| Russie      | Rostov-sur-le-Don | 1957                | 20     | 301 - 320                      |

- Les voitures no 5036, 5050 et 5053 du réseau de Prague sont détruites lors d'un incendie le 7 janvier 1958 dans les ateliers de l'usine Rustonka, à Prague[3] ;
- En 1966, 15 voitures pragoises sont modernisées par l'installation d'une carrosserie de Tatra T3 sur le châssis d'origine ; un autre l'est en 1972[1] ;
- Entre 1968 et 1970 puis en 1976, ce sont 18 voitures du réseau de Most - Litvínov qui sont modernisées de la sorte[4] ;
- Ces voitures ont circulé en service normal jusque dans les années 1980 : il s'agissait de 16 voitures retirées du service à Prague et transférées à Plzeň, la dernière n'étant retirée du service que le 4 avril 1987[5] ;
- Cinq voitures existent encore et appartiennent à différents musées, dont quatre en Tchéquie : les no 5001 et 5002 du réseau de Prague, la no 5064 du réseau de Brno (conservée au Musée technique de Prague), la no 528 du réseau d'Ostrava et la no 121 du réseau de Plzeň ; enfin, la voiture no 203 du réseau de Košice, en Slovaquie.

## Galerie

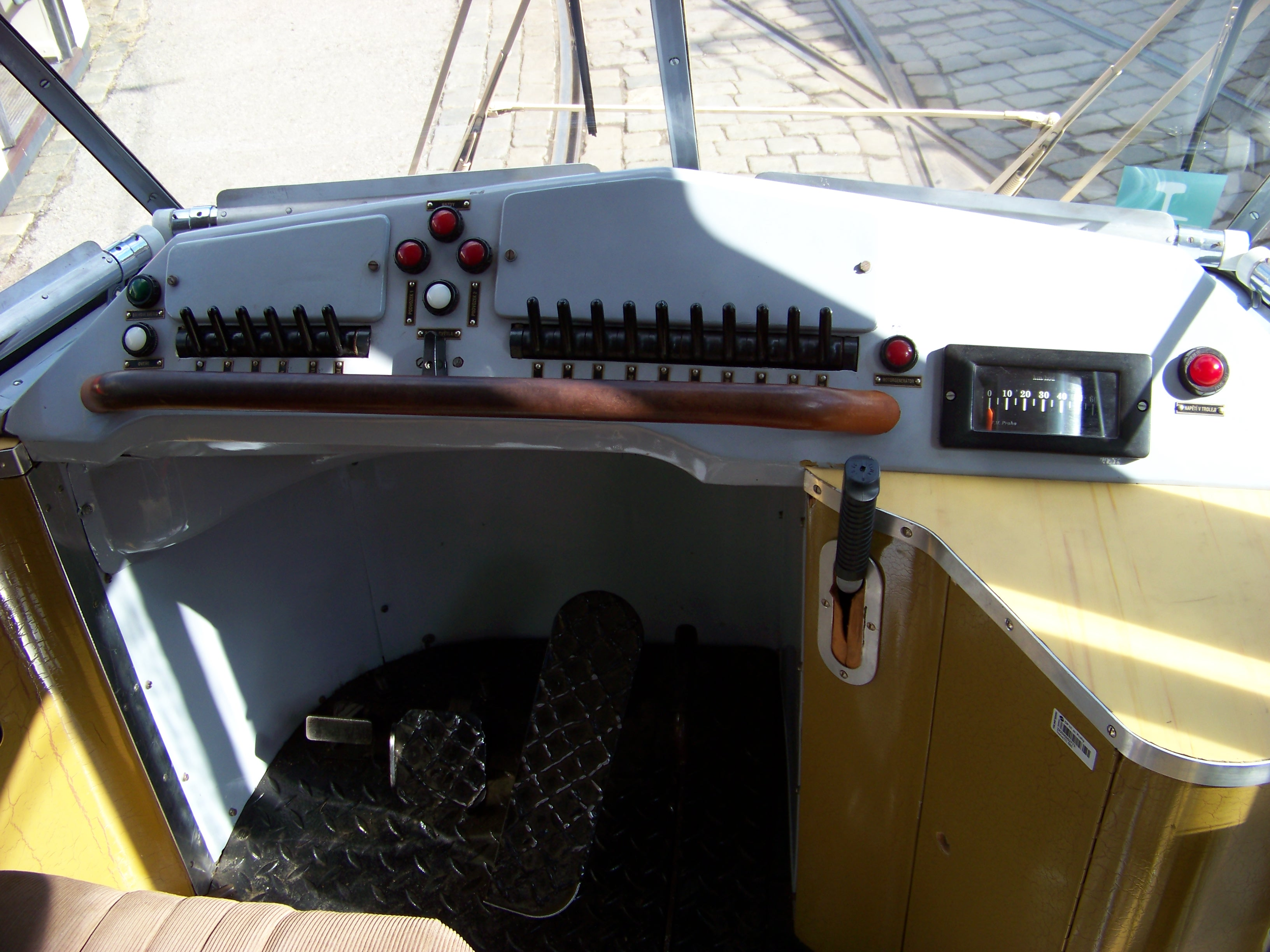
Poste de conduite.
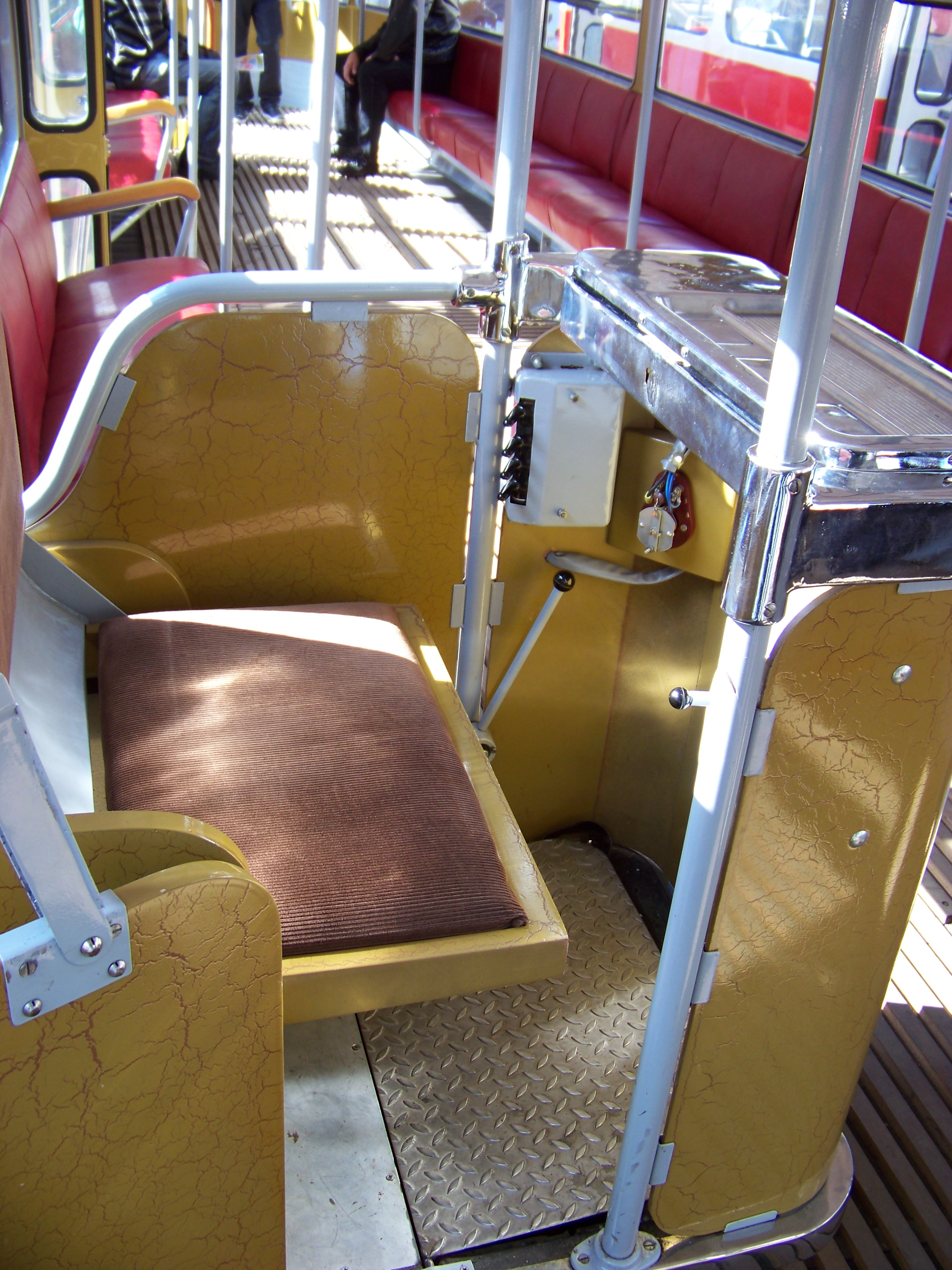
Poste du receveur d'une voiture en « service à deux agents ».
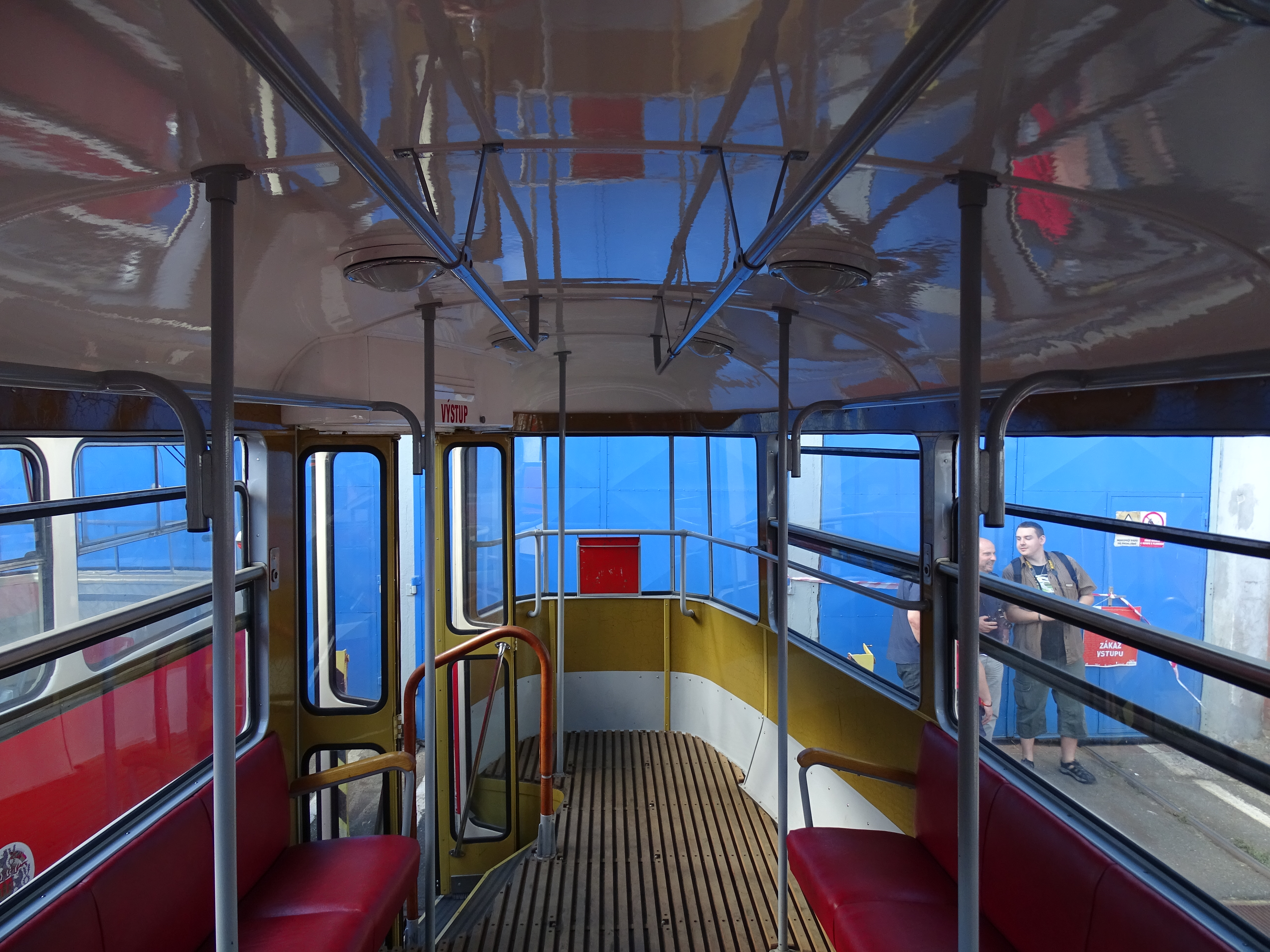
Les banquettes disposées le long des fenêtres.
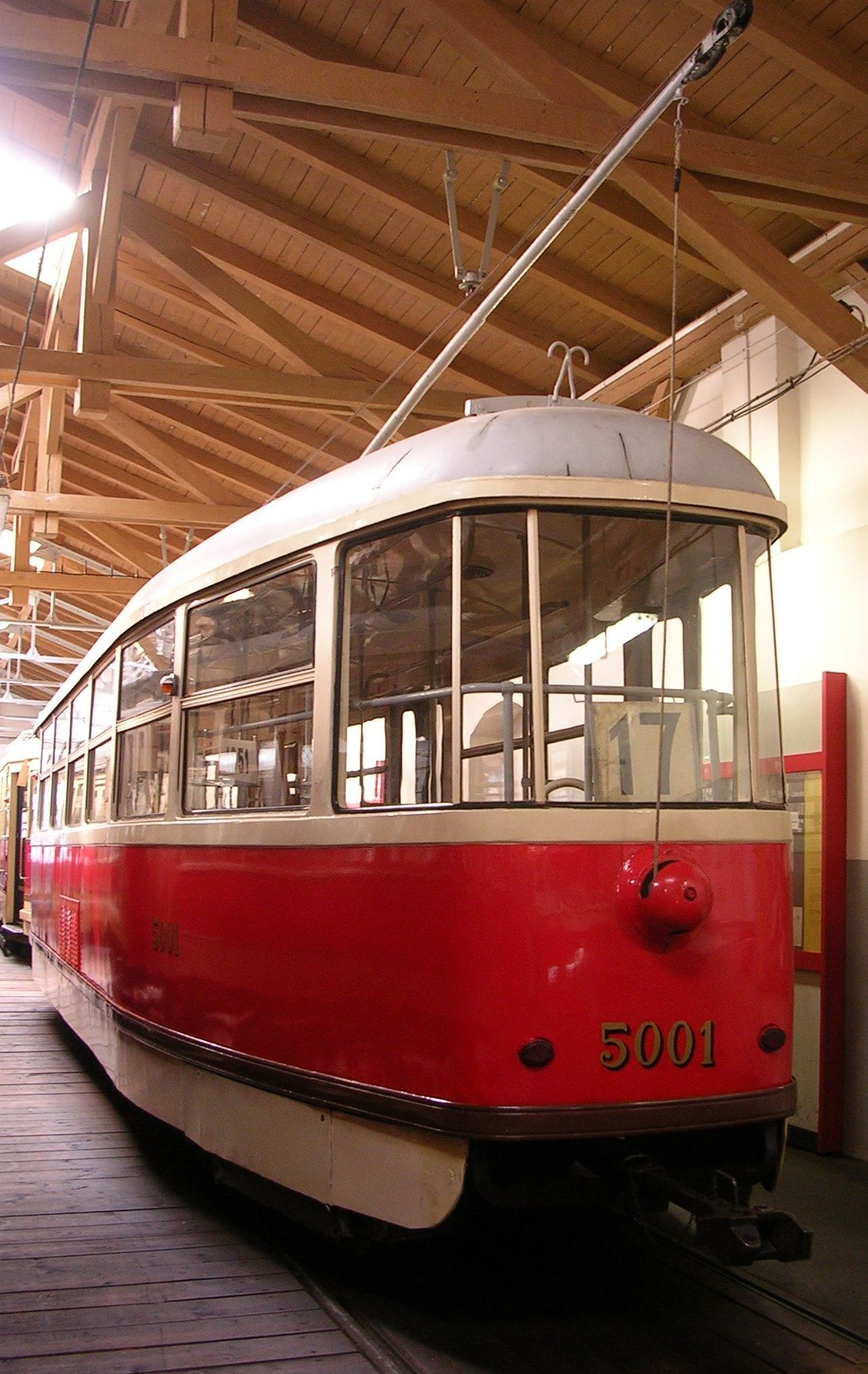
Une voiture équipée du système d'alimentation d'origine, à perche.
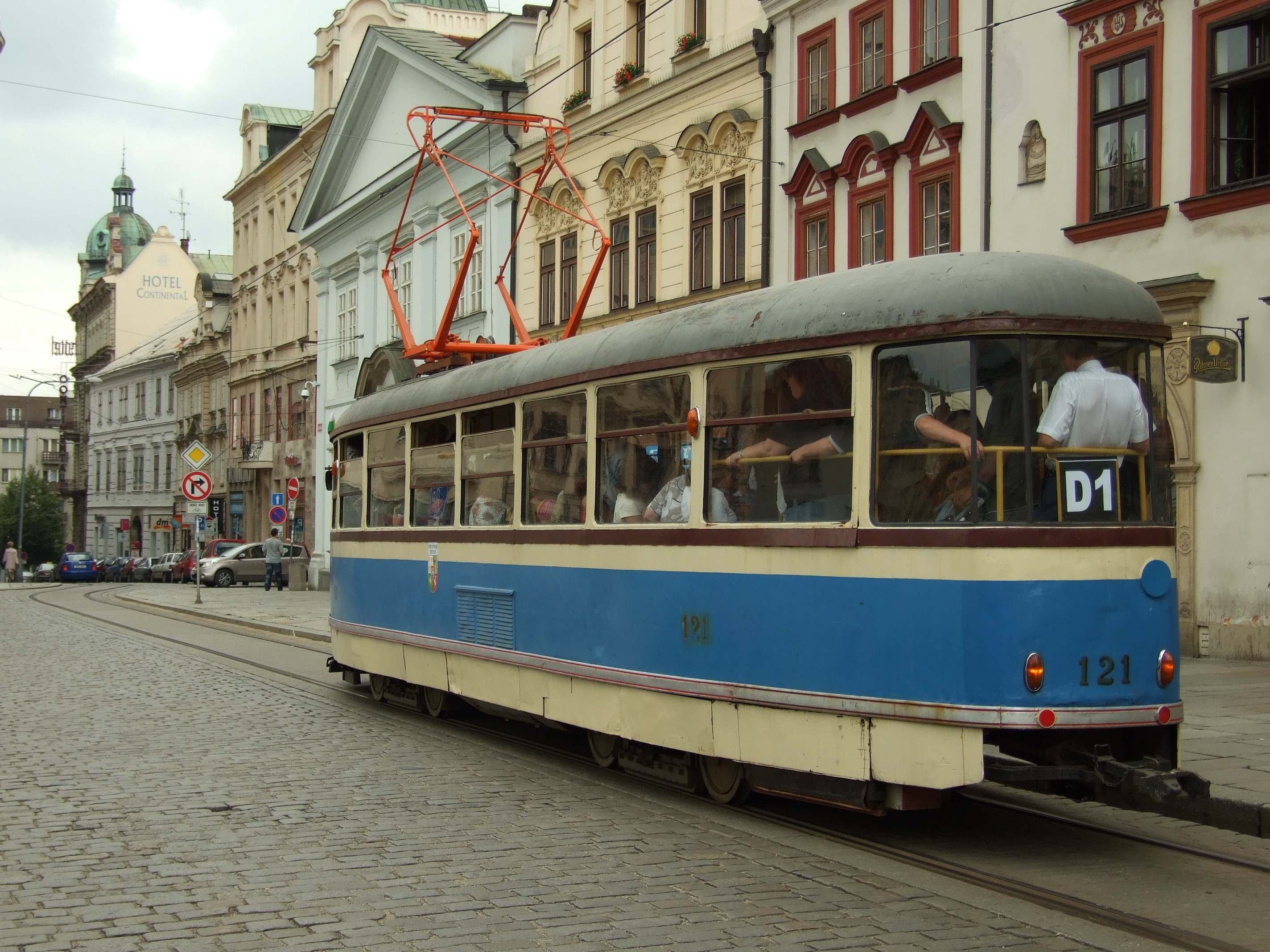
Le tramway no 121 de Plzeň.